# Nicodamidae
Nicodamidae – rodzina pająków z infrarzędu pająków wyższych. Zalicza się do niej 27 opisanych gatunków. Występują w krainie australijskiej, zdecydowana większość w Australii.

## Morfologia
Do rodziny tej należą pająki średnich i dużych rozmiarów. Dłuższy niż szeroki i nieco przypłaszczony od strony grzbietowej karapaks zaopatrzony jest w szerokie jamki i porośnięty szczecinkami. Ubarwienie karapaksu jest jaskrawoczerwone. Ośmioro niewielkich oczu ustawionych jest w dwóch prostych rzędach. Wszystkie pary z wyjątkiem przednio-środkowej zaopatrzone są kajakowatego kształtu tapetum. Wysoki nadustek opada ku dołowi. Pionowo ustawione szczękoczułki pozbawione są zębów na krawędzi tylnej, a na przedniej mają pojedynczy, duży ząb w części odsiebnej. Kształt wargi dolnej jest poprzeczny. Barwa sercowatego sternum i co najmniej częściowo odnóży jest jaskrawoczerwona. Czwarta para odnóży pozbawiona jest trichobotrium na nadstopiu, zaś pozostałe pary mają po jednym w tym miejscu.
Opistosoma (odwłok) samic, a zwykle też samców zaopatrzony jest w długie i sztywne szczecinki oraz trzy pary widocznych od strony grzbietowej przyczepów mięśni (sigillae). Siteczko przędne i grzebienie przędne nie występują, natomiast obecny jest duży, porośnięty szczecinkami stożeczek. Kądziołki przędne przednio-bocznej pary są dwuczłonowe i wyróżniają się dużym poletkiem na stronie grzbietowej, które jest łyse z wyjątkiem rządka trzech lub czterech sztywnych, ciemnych szczecinek. Kądziołki przędne tylno-środkowej są jednoczłonowe i stożkowate, zaś tylno-bocznej dwuczłonowe, wydłużone i pozbawione rozległych pólek przędnych.
Nogogłaszczki samca cechują się dużą i podzieloną apofizą dorsalną oraz wykształconymi sklerytami tegularnymi. Narządy rozrodcze samicy charakteryzują dośrodkowo zwrócone ujścia przewodów zapładniających.

## Rozprzestrzenienie
Rodzina endemiczna dla krainy australijskiej. Cztery gatunki z rodzaju Dimidamus występują na Nowej Gwinei, natomiast wszystkie pozostałe są endemitami Australii. Spośród nich 7 zamieszkuje Tasmanię, a pozostałe wyłącznie Australię kontynentalną. 

## Taksonomia
Takson ten wprowadzony został w 1897 roku przez Eugène’a Simona. Przez dłuższy czas umieszczany był w nadrodzinie Araneoidea. W 1995 roku Mark Stephen Harvey dokonał rewizji rodziny Nicodamidae, wyróżniając w niej pięć nowych rodzajów oraz dzieląc ją na podrodziny Nicodaminae i Megadictyninae. Sklasyfikował ją w nadrodzinie Amaurobioidea. W 2016 roku Dimitar Dimitrow i współpracownicy na podstawie wyników analizy filogenetycznej wyróżnili Megadyctinidae jako osobną rodzinę, siostrzaną dla Nicodamidae; obie te rodziny sklasyfikowali w nowej nadrodzinie Nicodamoidea.
Do Nicodamidae należy 27 opisanych gatunków, sklasyfikowanych w 7 rodzajach:
- Ambicodamus Harvey, 1995
- Dimidamus Harvey, 1995
- Durodamus Harvey, 1995
- Litodamus Harvey, 1995
- Nicodamus Simon, 1887
- Novodamus Harvey, 1995
- Oncodamus Harvey, 1995